# Instituto de Geociências da Universidade Estadual de Campinas

O Instituto de Geociências (IG) é uma das unidades da Universidade Estadual de Campinas (UNICAMP).

## História
O instituto foi fundado em 1979 pelo geólogo argentino Amílcar Herrera. Com a finalidade de preencher uma lacuna existente na área das Geociências do Brasil, em 1983 se criaram os cursos de pós-graduação que acabaram sendo os embriões para a posterior criação dos cursos de graduação em Geografia e Geologia, considerado entre os melhores e mais completos cursos dessa área no país.
Atualmente o IG possui reconhecimento nacional e internacional devido a sua elevada produção científica, tendo produzido mais de 600 teses (ano de 2006), consolidando-se como importante núcleo gerador de conhecimento para formulação de pesquisas de vanguarda.
O Instituto ainda possui a Biblioteca "Conrado Paschoale", que possui em seu acervo mais de 10 mil livros, milhares de teses, mapas e arquivos digitais.

## Cursos oferecidos

### Graduação
- Período integral:

Geologia (20 vagas anuais) e
Geografia (20 vagas anuais)
- Período noturno:

Geografia (30 vagas anuais)

### Pós-Graduação
Mestrado e Doutorado em:
- Ciências e Engenharia do Petróleo
- Geociências
- Geografia
- Política Científica e Política Tecnológica

## Departamentos
- DGAE - Departamento de Geociências Aplicadas ao Ensino
- DGEO - Departamento de Geografia
- DGRN - Departamento de Geologia e Recursos Naturais
- DPCT - Departamento de Política Científica e Tecnológica

## Laboratórios
- GEOPLAN - Laboratório de Investigações Geográficas e Planejamento Territorial
- LAGE - Laboratório de Análise Geoeconômica
- LECLIG - Laboratório de Estudos Climáticos
- Laboratório de Espectroscopia de Massas
- Laboratório de Espectroscopia Raman
- Laboratório de Espectroscopia de Reflectância
- LAGEO - Laboratório de Geo-informática
- Laboratório de Geomorfologia
- Laboratório de Geoquímica Analítica
- LAPIG - Laboratório de Processamento de Informações Geo-referenciadas
- LEI - Laboratório de Ensino de Informática
- LIG - Laboratório de Informação Geológica
- Laboratório de Microscopia Óptica
- Laboratório de Microscopia Eletrônica de Varredura
- Laboratório de Microtermometria
- Laboratório de Paleontologia e Hidrogeologia